# Radical 172
El radical 172, representado por el carácter Han 隹, es uno de los 214 radicales del diccionario de Kangxi. En mandarín estándar es llamado 隹部, (zhuī bù, ‘pájaro de cola corta’); en japonés es llamado 隹部, すいぶ (suibu), y en coreano 추 (chu). En los textos occidentales es conocido como radical «pájaro pequeño».
El radical 172 aparece en diferentes posiciones dentro de los caracteres que clasifica. En muchas ocasiones aparece en el lado derecho (por ejemplo, en el carácter 雄), aunque también aparece en la parte superior (por ejemplo, en el carácter 隻) o en la parte inferior (por ejemplo, en el carácter 雀).
Los caracteres clasificados bajo el radical «pájaro pequeño» suelen tener significados relacionados con algunas especies de aves (otro radical que clasifica caracteres con significados relacionados con las aves es el radical 196). Como ejemplo de lo anterior se encuentran 隼, ‘halcón’; 雀, ‘gorrión’; 雉, ‘faisán’.

## Nombres populares
- Mandarín estándar: 隹, zhuī, ‘pájaro de cola corta’.
- Coreano: 새추부, sae chu bu, ‘radical chu-ave’.
- Japonés:　舊鳥（ふるとり）, furutori, ‘pájaro antiguo’ (para distinguirlo del radical 196, 鳥, usando el carácter 舊, ‘antiguo’, que contiene al radical 172).
- En occidente: radical «pájaro pequeño», radical «pájaro de cola corta».

## Galería
| Estilos antiguos                                 | Estilos antiguos                  | Estilos antiguos                        | Estilos antiguos                   | Estilos antiguos                   | Estilos empleados actualmente       | Estilos empleados actualmente  | Estilos empleados actualmente    | Estilos empleados actualmente   | Estilos empleados actualmente  |
|                                                  |                                   |                                         |                                    |                                    |                                     | 隹                             | 隹                               |                                 |                                |
| 甲骨文 jiǎgǔwén (escritura de huesos oraculares) | 金文 jīnwén (escritura de bronce) | 简帛 jiǎnbó (escritura de bambú y seda) | 篆文 zhuànwén (escritura de sello) | 篆文 zhuànwén (escritura de sello) | 隸書 lìshū (estilo de los escribas) | 楷書 kǎishū (estilo regular)   | 楷書 kǎishū (estilo regular)     | 行書 xǐngshū (estilo corriente) | 草書 cǎoshū (estilo de hierba) |
| 甲骨文 jiǎgǔwén (escritura de huesos oraculares) | 金文 jīnwén (escritura de bronce) | 简帛 jiǎnbó (escritura de bambú y seda) | 大篆 dàzhuàn (sello grande)        | 小篆 xiǎozhuàn (sello pequeño)     | 隸書 lìshū (estilo de los escribas) | 繁體／繁体 fántǐ (tradicional) | 简体／簡體 jiǎntǐ (simplificado) | 行書 xǐngshū (estilo corriente) | 草書 cǎoshū (estilo de hierba) |

## Caracteres con el radical 172
| trazos | carácter                      |
| ------ | ----------------------------- |
| + 0    | 隹                            |
| + 2    | 隺 隻 隼 隽 难                |
| + 3    | 寉 隿 雀                      |
| + 4    | 雁 雂 雃 雄 雅 集 雇 雈       |
| + 5    | 雉 雊 雋 雌 雍 雎 雏          |
| + 6    | 雐 雑 雒                      |
| + 7    | 雓                            |
| + 8    | 雔 雕                         |
| + 9    | 雖                            |
| + 10   | 雗 雘 雙 雚 雛 雜 雝 雞 雟 雠 |
| + 11   | 雡 離 難                      |
| + 13   | 雤                            |
| + 16   | 雥 雦                         |
| + 20   | 雧                            |